# Luigi Camedda
Luigi Camedda (surnommé Gigi Camedda) (né le 6 mai 1960 à Sassari, en Sardaigne) est un musicien et chanteur italien.

## Biographie
Luigi Camedda est l'un des fondateurs du groupe ethno rock sarde Tazenda en 1988, avec Gino Marielli et Andrea Parodi, dont il est encore le claviériste et la seconde voix.
Avec Gino Marielli, ils sont les uniques membres fondateurs encore présents dans la formation après le départ, puis la mort prématurée, en 2006, de l'ex-chanteur Andrea Parodi. 
Après la disparition de Andrea Parodi, et avant l'arrivée du nouveau chanteur Beppe Dettori, il a été la voix principale du groupe.
Parmi les trois membres de Tazenda, il est la voix la plus rauque, et le principal choriste.